# Andreu Matos
Andreu Matos Muñoz (Andorra la Vieja, Andorra, 1 de diciembre de 1995) es un futbolista andorrano. Se desempeña en la posición de delantero y actualmente juega en el UE Santa Coloma, que milita en la Primera División de Andorra.

## Clubes
| Club             | País    | Temporada       |
| ---------------- | ------- | --------------- |
| FC Santa Coloma  | Andorra | 2013-2014       |
| Inter d'Escaldes | Andorra | 2014-2015       |
| FC Santa Coloma  | Andorra | 2015            |
| Engordany        | Andorra | 2016            |
| FC Santa Coloma  | Andorra | 2016-2017       |
| Encamp           | Andorra | 2017-2019       |
| FC Santa Coloma  | Andorra | 2019-Actualidad |

## Estadísticas

### Clubes
- Actualizado el 14 de julio de 2020.

| Club                | Temporada           | Liga                | Liga     | Liga  | Copa     | Copa  | Continental | Continental | Otros    | Otros | Total    | Total |
| Club                | Temporada           | División            | Partidos | Goles | Partidos | Goles | Partidos    | Goles       | Partidos | Goles | Partidos | Goles |
| ------------------- | ------------------- | ------------------- | -------- | ----- | -------- | ----- | ----------- | ----------- | -------- | ----- | -------- | ----- |
| FC Santa Coloma     | 2015-16             | Primera Divisió     | 2        | 0     | 0        | 0     | 0           | 0           | 0        | 0     | 2        | 0     |
| UE Engordany        | 2015-16             | Primera Divisió     | 2        | 1     | 4        | 0     | –           | –           | 4        | 5     | 10       | 6     |
| FC Santa Coloma     | 2016-17             | Primera Divisió     | 8        | 0     | 0        | 0     | 0           | 0           | 3        | 1     | 11       | 1     |
| Encamp              | 2017-18             | Primera Divisió     | 11       | 5     | 0        | 0     | –           | –           | 6        | 4     | 17       | 9     |
| Encamp              | 2018-19             | Primera Divisió     | 10       | 1     | 1        | 0     | –           | –           | 6        | 0     | 17       | 1     |
| Encamp              | Total               | Total               | 21       | 6     | 1        | 0     | 0           | 0           | 12       | 4     | 34       | 10    |
| UE Santa Coloma     | 2019-20             | Primera Divisió     | 19       | 3     | 0        | 0     | –           | –           | 0        | 0     | 19       | 3     |
| Total en la carrera | Total en la carrera | Total en la carrera | 52       | 10    | 5        | 0     | 0           | 0           | 19       | 10    | 76       | 20    |

Notes
1. 1 2  Partidos en la Copa Constitució

## Selección nacional
Fue internacional con la Selección de Andorra en 2 ocasiones.

## Palmarés

### Campeonatos nacionales
| Competición                     | Equipo          | País    | Año              |
| ------------------------------- | --------------- | ------- | ---------------- |
| Primera División de Andorra (3) | FC Santa Coloma | Andorra | 2014, 2016, 2017 |